# Wacław Kobyłecki
Wacław Eugeniusz Kobyłecki, ps. Godziemba (ur. 19 listopada 1894 w Polesiu (powiat łowicki), zm. 1 marca 1977 w Warszawie) – polski przedsiębiorca, bankowiec, działacz społeczny, polityk, poseł na Sejm IV kadencji (1935–1938) w II Rzeczypospolitej.

## Życiorys
Ukończył gimnazjum w Kielcach w 1912 roku, w latach 1912–1914 studiował prawo na uniwersytecie w Kijowie (nie uzyskał absolutorium) i w latach 1917–1919 na Uniwersytecie Jagiellońskim.
W latach 1914–1917 służył w 5 pułku piechoty Legionów Polskich w stopniu kaprala. Był członkiem komisariatu obwodowego Polskiej Organizacji Narodowej w Kielcach w 1914 roku. Był internowany w Szczypiornie i Łomży od lipca do grudnia 1917 roku, potem działał w POW, następnie w Wojsku Polskim. Zachorował na gruźlicę.
W dwudziestoleciu międzywojennym w 1921 roku kierował Wydziałem Handlowym Sejmiku Częstochowskiego, od 1929 roku pracował jako dyrektor Komunalnej Kasy Oszczędności w Częstochowie, był radnym miejskim i członkiem Rady Nadzorczej Związku Miast Polskich, po 1929 roku był członkiem Rady Przybocznej komisarza na m. Częstochowę.
Pełnił funkcje prezesa okręgowych struktur Związku Legionistów (w latach 1926–1928) i Federacji Polskich Związków Obrońców Ojczyzny w Częstochowie. Tamże pracował w tygodniku „Republikanin”, następnie był członkiem Zarządu Miejskiego Bezpartyjnego Bloku Współpracy z Rządem i prezesem spółdzielni wydawniczej firmującej związany z BBWR dziennik „Słowo Częstochowskie” oraz jego mutację „Słowo Radomszczańskie”.
W wyborach parlamentarnych w 1935 roku został wybrany 18 596 głosami posłem na Sejm IV kadencji (1935–1938) z okręgu nr 25 obejmującego powiaty: częstochowski – miejski i częstochowski. W kadencji tej pracował w komisji prawniczej.
W czasie II wojny światowej był członkiem AK i redaktorem czasopisma „Raport” na Kielecczyźnie. Od 19 grudnia 1943 roku był więźniem Auschwitz-Birkenau (nr obozowy 169681), 19 września 1944 roku został przeniesiony do Mauthausen (nr obozowy 101854), 24 września 1944 roku – do Mauthausen/Kommando Wien-West, 23 kwietnia 1945 roku do Mauthausen/Kommando Steyr-Münichholz, a 30 kwietnia 1945 roku do Mauthausen/Kommando Gusen. Po wyzwoleniu obozu wrócił do kraju.

## Ordery i odznaczenia
- Krzyż Niepodległości (2 sierpnia 1931)[7]
- Złoty Krzyż Zasługi
- Srebrny Krzyż Zasługi (9 listopada 1931)[8]
- Medal Pamiątkowy za Wojnę 1918–1921
- Medal Dziesięciolecia Odzyskanej Niepodległości
- Odznaka Pamiątkowa Więźniów Ideowych[3]

## Życie rodzinne
Był synem Ignacego i Teodory z domu Lipowskiej. Ożenił się z Jadwigą Teresą Kajzer, z którą miał dwoje dzieci.